# 未成年後見人
未成年後見人（みせいねんこうけんにん）とは、日本の民法の制度の一つで、18歳未満の児童に対して親権を行う者がないとき、または、親権を行う者が管理権（財産に関する権限）を有しないときに、法定代理人となる者のことである（民法第838条1号）。
以下は未成年後見人（及び未成年後見監督人）について特有な民法上の規定を紹介する。一般の後見人、後見監督人に共通する点については関連項目において記述する。
- 民法は、以下で条数のみ記載する。

## 概要
未成年後見人には、親権を行う者とほぼ同一の権利義務を有する者と、管理権（財産に関する権限）のみを有する者の2種類がある。前者は、親権を行う者がいないときに当てはまり（例：839条1項により指定される場合）、後者は、親権を行う者が管理権（財産に関する権限）を有しないときにあてはまる（例：839条）により指定される場合）。
なお、未成年後見人は一人でなければならないとされてきたが（842条）、改正法施行により2012年4月1日から複数人あるいは法人を選任することが可能となった。同時に民法842条は削除された。
未成年後見人は、親権者が指定するケース（民法839条）と未成年被後見人又はその親族その他利害関係人の請求により家庭裁判所により選任されるケース（840条）とがある。
- 協議上の離縁等（811条2項）

## 未成年後見監督人
未成年後見の場合に設置することができる後見監督人を未成年後見監督人（みせいねんこうけんかんとくにん）という。指定権者の遺言による指定（848条）、あるいは未成年被後見人、その親族若しくは未成年後見人の請求により又は家庭裁判所の職権によって選任することが可能になる（849条）。未成年後見人の事務の監督等が職務であるので、後見人の配偶者、直系血族及び兄弟姉妹はなることができない（850条）。

## 未成年後見人と医療同意
未成年後見人は、親権を行う者と同一の権利義務を有する立場にあることから（857条）、未成年者の医療に同意する立場にある。ただし、親権者に身上監護権が残る場合や、複数の未成年後見人がある場合には、管理権のみを有する後見人（857条の2第2項など）や、権限分掌（857条の2第3項）により権限が限定される後見人も想定されうるため、必ずしも未成年後見人全てが医療に同意する立場にあるとは限らない。